# Salamon (keresztnév)
A Salamon héber eredetű férfinév, jelentése: békés, szelíd.

## Gyakorisága
Az 1990-es években szórványos név, a 2000-es években nem szerepel a 100 leggyakoribb férfinév között.

## Névnapok
- február 8.[2]
- március 13.[2]
- szeptember 28.[2]
- október 17.[2]
- október 24.[2]

## Híres Salamonok
- Salamon magyar király
- Salamon zsidó király